# 曾昭科 (總督察)
曾昭科，香港警務處警司，駐守於資訊系統部，曾經擔任香港警務督察協會主席及秘書長。

## 簡歷
曾昭科於大學時主修會計，畢業後曾經從事相關工作，惟因為天性好動，不久就感到沉悶，於是於1997年投考加入警隊。

## 家庭
曾昭科已婚，育有一子一女。

## 軼事
曾昭科的姓名與曾昭科間謀案的主角一樣，惟曾昭科強調與他毫無關係。對於姓名起源，曾昭科表示為祖父母根據曾氏族譜所改，剛好到了他一代排到昭字，所以用上，至於為何配搭科字，則是無從稽考。」